# Дом купца Зедайна (Новосибирск)
Дом купца Зедайна (Коммунистическая улица, 45) — жилой дом в Центральном районе Новосибирска. Построен в 1913 году. Памятник архитектуры регионального значения.

## История
В 1912 году на участке, которым владел купец П. М. Зедайн, началась постройка дома. С января этого года Зедайн многократно отправлял в городскую управу прошение о строительстве здания.
В конце 1912 года половина здания (слева от арки) была построена.
В 1913 году сделана пристройка сеней, а уже после получения разрешения на строительство была возведена вторая половина здания.

## Описание
Главный южный фасад здания выходит на красную линию застройки Коммунистической улицы, западный фасад расположен напротив Дома Жернаковой, восточный фасад примыкает к трёхэтажному зданию (ул. Коммунистическая, 49).
Здание Г-образное на каменном фундаменте с аркой-проездом во двор. Стены кирпичные.
В крыле, обращённом на улицу, на первом этаже находились две торговые лавки, а на втором были жилые комнаты. В крыле, которое смотрит во двор, располагались помещения для бытовых и служебных нужд.
Главный фасад, симметричный и богато декорированный, состоит из двух частей, которые, в свою очередь, также симметричны. В центре каждой части первого этажа находится вход в помещения, на втором этаже (над входом) — балкон с полуциркульным дверным проёмом и причудливо оформленной решёткой ограждения. Двери балконов фланкируют полуколонки, на которых базируются полуциркульные перемычки с замковыми камнями. Над балконами расположены полукруглые слуховые окна чердака, планировавшегося в качестве мансарды.
Над расположенным в центре главного фасада аркой-проездом находится трёхгранный эркер, его завершает декорированный полукруглыми элементами шатёр, увенчанный шпилем.
Стена завершается профилированным карнизом.
Крыша здания стропильная двускатная, покрыта металлической кровлей.
На первом этаже расположены широкие оконные проёмы, тогда как окна второго этажа узкие. У каждого оконного проёма имеются скруглённые углы, их форма повторяется наличниками.
Над окнами первого этажа из плоскости стены выступает тройная арочка, выполненная в полкирпича.
Первоначальная планировка не сохранилась из-за адаптации здания к современным функциям.